# Мирсанов, Дмитрий Северьянович
Дмитрий Северьянович Мирсанов (1901 — 7 апреля 1969) — передовик советского сельского хозяйства, чабан совхоза «Комсомолец» Чернышевского района Читинской области, Герой Социалистического Труда (1957).

## Биография
Родился в 1901 году в селе Усть-Борзя, ныне Оловяннинского района Забайкальского края, в семье бедного крестьянина.
Отца потерял в 1942 году, мать умерла в 1933 году. Тридцать четыре года проживал в родном селе, там окончил 8 классов школы.    
В 1933 год вместе со своей семьей приехал в совхоз «Комсомолец», где и был принят на работу на ферму на должность чабана. В 1934 году стал старшим чабаном. В 1939 году назначен на должность зоотехника на ферме №3. 
В 1943 году был призван в ряды Красной Армии, воевал, в 1945 году демобилизовался. До 1953 года работал зоотехником, затем переведен старшим чабаном.     
Указом Президиума Верховного Совета СССР от 14 декабря 1957 года за успехи в деле развития сельского хозяйства и получение высоких показателей по производству продуктов сельского хозяйства Дмитрию Северьяновичу Мирсанову было присвоено звание Героя Социалистического Труда с вручением ордена Ленина и медали «Серп и Молот».
Жил в селе Комсомольское Чернышевского района. Любимая фраза: «Корова – для хозяйства, конь – для хвастовства, а овца – для богатства».
Умер 7 апреля 1969 года. Похоронен в селе Комсомольское. 

## Семья
- В 1927 году женился на Николаевой Дарье Лаврентьевне, вместе прожили 42 года. Вырастили трех детей: дочерей Валентину и Галину и сына Николая.
- Брат Мирсанов Иван Северьянович, в 1937 году был арестован. Работал в совхозе "Комсомолец", чабаном. Награжден совхозной грамотой "Ударник социалистического животноводства". Умер в ИТЛ 14 апреля 1943 года. Реабилитирован 23 апреля 1958 года[1].

## Награды
За трудовые заслуги был удостоен:
- золотая звезда «Серп и Молот» (14.12.1957)
- орден Ленина (14.12.1957)
- Орден Трудового Красного Знамени
- другие медали.

- За долголетнюю работу и высокие производственные показатели в овцеводстве присвоено звание «Мастер овцеводства».